# ويليام هيلتون
ويليام هيلتون (بالإنجليزية: William Hilton)‏ هو سياسي بريطاني (وحمل سابقاً جنسية المملكة المتحدة لبريطانيا العظمى وأيرلندا)، ولد في 21 مارس 1926، وتوفي في 12 يونيو 1999. حزبياً، نشط في حزب العمال. في الانتخابات العامة في المملكة المتحدة 1966 ‏، انتخب عضو البرلمان الرابع والأربعون للمملكة المتحدة عن دائرة Bethnal Green (UK Parliament constituency) ‏ (31 مارس 1966 – 29 مايو 1970) وفي الانتخابات العامة في المملكة المتحدة 1970، انتخب عضو البرلمان الخامس والأربعون للمملكة المتحدة عن دائرة Bethnal Green (UK Parliament constituency) ‏ (18 يونيو 1970 – 8 فبراير 1974).